# ジャンパー (グラディウス)
ジャンパー（JUMPER）、コナミ（→コナミデジタルエンタテインメント）のシューティングゲーム「グラディウスシリーズ」に登場する架空の兵器。バクテリアン軍の機動ロボットである。

## 概要
「グラディウスシリーズ」に登場する敵キャラクターのひとつで、バクテリアン軍の機動ロボットである。作品によってはジャンプ型移動爆雷とも呼ばれる。ダッカーと同じように敵陣地を強襲・制圧する任務、また拠点防衛用の特攻兵器として使用されている。
『グラディウス』で初登場。以降のシリーズ作品でも主に雑魚キャラクターとして登場し、様々なバリエーション機も登場した。
名前は「ジャンプする人」の意。

## 特徴
機体は、主に円柱状の胴体に足が付いたデザインをしている。また、胴体には開閉式のハッチの中に砲が内蔵されている。
機体を回転させながら出現し、2回ほど小さくジャンプした後に大きくジャンプし、弾を広範囲にばら撒いて攻撃する。通常は4方向、8方向に弾を発射し、ゲームの難易度を上げたり周回プレイを重ねると、最大で16方向に弾を出す。そのため、雑魚キャラクターの中で最も高い攻撃力を持つ。

## バリエーション

### グラディウス
ジャンパー
アーケードゲーム（以下、AC）版ではステージ1とステージ4に登場。機体の色は水色。ファミリーコンピュータ（以下、FC）版では7面の要塞でも同型が登場する。機体は水色。OBJセットには本機と下記のジャンパーL以外にもう1種類グラフィックが用意されていたが、使用されなかった。
ジャンパーL
AC版7面に登場するジャンパーの要塞仕様機。胴体に出っ張りが付いており、胴体の色は水色、足はオレンジである。FC版では1面と4面に登場し、他作品ではAC版『グラディウスIII』のステージ10から入れる隠しステージ『グラディウス』に登場する。

### グラディウスII
JT-16
AC版ではステージ4と5に登場。胴体は丸み帯びたデザインで、足が2本付いている。胴体は淡い緑色で、足はオレンジ。FC版ではステージ3前半の火山で登場する。
JT-16S
AC版の8面に登場するJT-16の要塞仕様機。ハッチを上下に合わせたようなデザインに足が2本付いており、ハッチの形状はスロリストと酷似している。本体は紫がかった灰色で、足はオレンジ。FC版ではステージ6に登場する。

### グラディウスIII
この作品においてはジャンプ型移動爆雷と呼称されている。
スピアー
AC版、スーパーファミコン（以下、SFC）版のステージ3で大量に登場する。ドングリのような胴体に足が2本。胴体は淡い緑色で、足はオレンジ。
アンスラックス
ステージ10の要塞に登場する要塞仕様機。円形状のデザインをしており、機体の一部が点滅する。足は付いていないようで、まるで浮遊するように移動する。機体は紫がかった灰色である。SFC版ではステージ9に登場。
サグナ
AC版の2周目以降のステージ1に登場。円形状の胴体に足が2本付いており、まるで歩くように移動する。胴体は淡い緑色で、足はオレンジ。狭い地形と相まって強敵となる。

### グラディウス外伝
ジャンパーIIα
ステージ4に登場。イカのような細長いデザインで、機体は灰色である。
ジャンパーIIβ
ステージ7に登場。クラゲのような頭でっかちなデザインで、機体は灰色。通常弾ではなくレーザー（ただしバリアで防げる）を出すため重力に影響されない攻撃をする。
ジャンパーIIγ
ステージ9に登場する要塞仕様機。デザイン的には『グラディウスIII』のアンスラックスと似ており、機体は灰色。

### グラディウスIV
ジャンパー
ステージ2とステージ4の前半に登場する。デザイン的には『グラディウスII』のJT-16似ており、3本足。胴体は淡い緑色で、足はオレンジ。
ジャンパーμ
ステージ9に登場するジャンパーの要塞仕様機。機体は水色。

### グラディウスV
ステージ2、および8に出現。

### ネメシス
ホッパー
ステージ1、5、6、10に出現。弾はプレイヤー機に向かって1発のみ発射。
アンブ
ステージ4の中ボス。アイアンメイデンを大型化させたようなデザインをしている。前方と後方より、それぞれ2機ずつ、合計4機登場。前から来る機体は上の地形、後方からの機体は下の地形を一定間隔で跳躍しながら通常弾を2つばら撒く。

### ネメシス2
ジャック
ステージ1前半に出現。従来の円筒形ではなくイカの様な姿。
JT-16（仮称）
ステージ5には登場。外見はグラディウスIIのJT-16に酷似しているが発射する弾は一発のみ。

## 類似キャラクター
外見は全く異なるが、攻撃方法が酷似しているキャラクターを記述する。
ポット
『沙羅曼蛇2』のステージ3に登場する生命体。グミの様な姿で、十字4方向に、難易度を上げると8方向に毒の弾を出す。
飛び吉
外見は緑色のペンギン。『パロディウスだ!』ステージ10（FC版では7）に登場。攻撃パターンはジャンパーに準拠。以降のパロディウスシリーズにも登場。
チューイングモアイ
『パロディウスだ!』ステージ1に登場。撃って来る弾は通常弾で一発ずつ。